# أولغا ميليمبا
أولغا ميليمبا (بالفرنسية: Olga Milemba)‏ مواليد 27 يوليو 1984، هي لاعبة كرة يد كونغولية تلعب كجناح أيمن. مثلت منتخب جمهورية الكونغو الديمقراطية لكرة اليد للسيدات.

## سجل المنافسة
شاركت في البطولات التالية:
- بطولة العالم لكرة اليد للسيدات 2013
- بطولة العالم لكرة اليد للسيدات 2015